# دراسات اللعبة
دراسات اللعبة يُقصد بها دراسة الألعاب من كُل جانب، واللاعبين، وثقافتها، وتشمل جميع أنواع الألعاب كالرياضية والعملية والذهنية والرقمية، وهي تعتبر إحدى الدراسات الثقافية لجميع الألعاب في التاريخ، يتم استعمال علم الاجتماع والإنثربولوجيا وعلم النفس في هذا المجال، حيث يتم دراسة عن مدى تأثير اللعبة والدور التي تلعبها في المجتمع، هناك ثلاثة مناهج رئيسية لدراسات اللعبة؛ أحدها هو النهج العلمي الاجتماعي، والنهج الإنساني، والنهج الصناعي أو الهندسي.

## روابط خارجية
- جمعية بحوثات الألعاب الرقمية